# Министерство экономической стратегии Израиля
Министе́рство экономи́ческой страте́гии Изра́иля (ивр. משרד לאסטרטגיה כלכלית ‎, Мисра́д ле-эстрате́гья калькали́т) — министерство правительства Израиля, существовавшее в период деятельности 32-го правительства Израиля (2009 — 2013). Данному министерству предшествовало Министерство экономики и планирования (ивр. משרד הכלכלה והתכנון‎, Мисра́д ха-калькала́ ве-ха-тихну́н), существовавшее с 1981 по 1995 год.
Функции созданного в 2013 году, при 33-м правительстве Израиля, Министерства экономики Израиля (по сути преобразованного ранее существовавшего Министерства промышленности, торговли и занятости) значительно отличаются от функций Министерства экономической стратегии. 

## Список министров экономической стратегии
Список составлен на основании официальных данных правительства Израиля:
| Номер | Имя                | Название должности               | Партия | Сроки                  |
| ----- | ------------------ | -------------------------------- | ------ | ---------------------- |
| 1     | Яаков Меридор      | Министр экономики и планирования | Ликуд  | 5/8/1981 - 13/9/1984   |
| 2     | Гад Яакоби         | Министр экономики и планирования | Маарах | 13/9/1984 - 22/12/1988 |
| 3     | Ицхак Модаи        | Министр экономики и планирования | Ликуд  | 22/12/1988 - 11/6/1990 |
| 4     | Давид Маген        | Министр экономики и планирования | Ликуд  | 11/6/1990 - 13/7/1992  |
| 5     | Шимон Шитрит       | Министр экономики и планирования | Авода  | 13/7/1992 - 18/7/1995  |
| 6     | Йоси Бейлин        | Министр экономики и планирования | Авода  | 18/7/1995 - 22/11/1995 |
| 7     | Биньямин Нетаньяху | Министр экономической стратегии  | Ликуд  | c 31/3/2009            |